# Milostný vztah

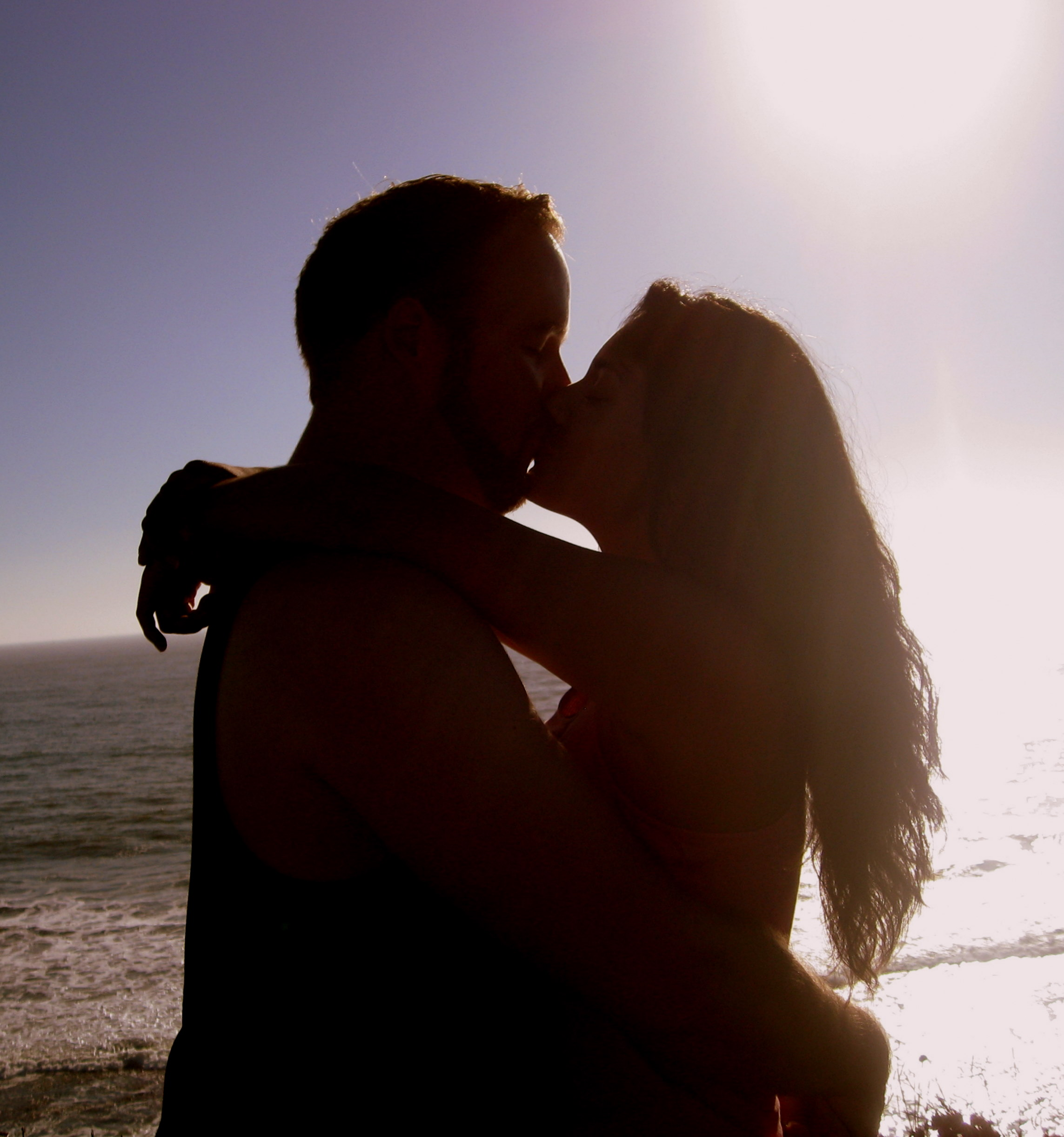
Milenci

Milostný vztah je mezilidský vztah, v němž existuje emocionální pouto a je založen na intimitě, buď fyzické nebo emocionální. Obvykle ho doprovázejí sexuální aktivity, byť nikoli nutně koitus. Jeho specifickým druhem je romantický vztah, od něhož se očekává silné emocionální pouto a vášeň, a který je kulturně podmíněným pojmem. Proti tomu milostný vztah je antropologickou konstantou a vzniká ve všech společnostech, napříč věky i prostorem. Pokud byly pozorovány kultury, které zapovídaly milostný vztah muže a ženy a reprodukci zajišťovaly neintimními rituály, pak tyto kultury milostný vztah umožňovaly uvnitř jednoho pohlaví. Milostný vztah může vyústit do jeho zákonného či rituálního posvěcení, jímž je obvykle manželství.
Pravidla a zvyklosti pro milostné vztahy se nicméně v různých kulturách liší. Například v kultuře západní bývá první fází milostného vztahu tzv. chození. To obvykle zahrnuje i předmanželský sex, v některých kulturách je naopak sex vyhrazen, dle obecné morálky, až manželství.
Psychologové se obvykle domnívají, že potřeba milostného vztahu není vysvětlitelná jen biologickým pudem (rozmnožit se), který člověk sdílí se zvířaty. Patrně v něm člověk ukájí ještě jiné potřeby, nejčastěji se uvádí potřeba "být akceptován, uznán či hodný lásky", tedy potřeba identitární, případně jako výpomoc či základna pro sebehodnocení. Některé mystické směry naopak zdůrazňují, že jen ve spojení s jiným člověkem vytváří jedinec jakousi jednotku z vyššího pohledu a jen v takovém vztahu může se plně rozvinout.
Velkou oblastí zájmu sociální psychologie a sexuologie od 60. let 20. století pak je, jaké faktory mohou milostné vztahy, zejména dlouhodobé, narušovat. Výzkumný tým Northwestern University v roce 2013 shrnul výzkumy z mnoha let a konstatoval, že největším destruktorem dlouhodobých vztahů je "reciproční negativita" ("pokud partner udělal něco špatně, to mu to musím vrátit"). Ačkoli se mnozí partneři domnívají, že takto se ve vztahu udržuje rovnováha a partnera tím "vychovávají" a motivují ho, aby špatné jednání už neopakoval, výzkumníci upozornili, že reciproční negativita vede ke zcela opačným výsledkům a funguje jako "spirála negativity", která vztahy nakonec nevyhnutelně rozerve, pokud jsou skutečně svobodné. Psychiatr Donald Nathanson definoval tři základní pravidla udržitelnosti vztahu: 1) maximalizovat pozitivní vliv druhého, 2) minimalizovat negativní vliv druhého, 3) svobodně vyjadřovat pocity a sdělovat si je. Tématem výzkumu je také vzájemné ovlivňování během vztahů, které je podle mnoha výzkumů značné a vede až k hlubším změnám charakteru (což ostatně shrnula již lidová moudrost do přísloví "tak dlouho lehá sedlák se selkou, až jedno jsou").
Sociální psychologie tyto výzkumy od 60. let prováděla obvykle za pomoci experimentů. Ty byly ale podrobovány i kritice, bylo například upozorněno, že většina těchto experimentů byla provedena s pomocí dobrovolníků z řad studentů vysokých škol, kteří ovšem nereprezentují většinu v mnoha ohledech, a také že byla prováděna v laboratořích. Bylo také upozorněno, že člověk velmi mění své chování, uvědomuje-li si, že je pozorován, a že ho rovněž upravuje předpokládanému očekávání pozorovatele (v podmínkách experimentu tedy badatele).
Ke vztahům se vyjadřovali odborníci již před 60. léty, jejich názory se ale neopíraly o klasický empirický ověřitelný výzkum. Psychoanalýza například otevřela kdysi téma, nakolik v dospělých vztazích jedinec opakuje své vztahy infantilní. Téma přenosu vzorců ze starých vztahů do nových nepopírá ani řada jiných psychologických škol. Vztahy se zabývala už klasická filozofie, Aristotelés kupříkladu jako ideální milostný vztah označoval takový, který je založen na lásce ke ctnosti druhého. Jen ten může dle Aristotela dlouho vydržet, na rozdíl od vztahů založených na praktické potřebě či milostném potěšení. Zajímavé je, že velká část starořecké filozofie považovala homosexuální milostné vztahy za kvalitnější a duchovnější než heterosexuální (zahrnovala tam ovšem i vztahy, které bychom dnes označily patrně za pedofilní či minimálně efebofilní).
Sociologii od jejích počátků zajímala více absence vztahů, tedy sociální izolace. Tu zkoumal již Émile Durkheim a viděl ji jako destruktivní, pro jedince i společnost. S tím většina badatelů dosud souhlasí, vede se ovšem debata, zda lze tuto destruktivitu vztáhnout i na tendenci, kdy jedinci v rozvinuté moderní společnosti mají-li vztah, tak často nevolí soužití, a nebo nevolí vůbec vztahy dlouhodobé (tzv. singles).